# Rainbow (álbum de Mariah Carey)
Rainbow  es el séptimo álbum de estudio de la cantante estadounidense Mariah Carey, fue publicado el 2 de noviembre de 1999 por la compañía discográfica Columbia Records. El álbum siguió el mismo patrón de su antecesor Butterfly (1997), con el cual la cantante inició su transición en el mercado urbano. Rainbow comprende una serie de estilos musicales, desde canciones R&B influenciadas por el hip hop, hasta baladas suaves, similares a las de sus álbumes previos. Gran parte de las composiciones fueron inspiradas en el periodo emocional que la cantante estaba experimentando en aquel momento, especialmente el último tema, "Thank God I Found You", dedicado a su entonces pareja, el cantante Luis Miguel.
Durante el periodo de composición, Carey trabajó con productores con los que nunca antes había colaborado. David Foster, Diane Warren, así como Jimmy Jam y Terry Lewis, sustituyeron a Walter Afanasieff, con quien Carey había compuesto la mayoría de sus obras anteriores. Otros artistas presentes en el proyecto fueron Jay-Z, Usher y Snoop Dogg, así como Missy Elliott, Joe, Da Brat, Master P, 98 Degrees y Mystikal. En este álbum, Carey también volvió a trabajar con Narada Michael Walden, quien tuvo un papel importante en su álbum debut, Mariah Carey (1990). 
Tras su lanzamiento, Rainbow recibió opiniones positivas de los críticos, quienes elogiaron a Carey por seguir incorporando R&B y hip hop en su música; no obstante, algunos señalaron que a pesar de su calidad, no estaba a la altura de sus predecesores. Comercialmente, el álbum llegó al puesto número dos del Billboard 200 en Estados Unidos, siendo su primer álbum de estudio que no llegó a la cima de la lista desde Merry Christmas (1994). Por otro lado, alcanzó el número uno en Francia y los cinco primeros puestos en Australia, Austria, Canadá, Alemania, Japón, Países Bajos y Suiza; el álbum fue certificado 'triple platino' por la Recording Industry Association of America (RIAA) y se estima que ha vendido más de ocho millones de copias en todo el mundo.
Cinco sencillos fueron extraídos del álbum. Los dos primeros: "Heartbreaker" y "Thank God I Found You" tuvieron notable éxito, especialmente en Estados Unidos, donde llegaron al puesto número uno de la lista Billboard Hot 100. Los siguientes sencillos, "Can't Take That Away (Mariah's Theme)" y "Crybaby" no tuvieron un gran éxito en las listas debido a su lanzamiento limitado. Una versión de "Against All Odds (Take a Look at Me Now)" de Phil Collins (en colaboración con el grupo Westlife), fue publicada como sencillo en Europa, llegando al número uno en el Reino Unido e Irlanda. Para promover el álbum, Carey realizó apariciones en programas de televisión y ceremonias de premios, también se embarcó en la gira Rainbow World Tour en 2000, presentándose en Europa, Asia y Norteamérica.
Según Nielsen SoundScan, hasta marzo de 2013, Rainbow vendió 2 968 000 copias en los Estados Unidos.

## Antecedentes
Desde su debut en 1990, la carrera de Carey fue muy controlada por su marido, el presidente de Sony Music Entertainment y por tanto jefe Tommy Mottola. Sus primeros álbumes estaban compuestos principalmente por baladas suaves, con escasas apariciones de otros estilos musicales. A partir de la grabación de Daydream en 1995, Carey tomó más control sobre la dirección artística de su música. Durante este periodo, la música de Carey se inclínó hacia géneros como R&B y hip hop, especialmente el remix del primer sencillo, «Fantasy», el cual contó con la participación del rapero Ol' Dirty Bastard. Luego de su publicación, la canción tuvo éxito internacional, y recibió notables reconocimientos de parte de los críticos de música, quienes la consideraron como una composición pionera en las colaboraciones de pop y R&B contemporáneo.
Durante las grabaciones de su sexto álbum de estudio, Butterfly en 1997, el matrimonio se separó. Entretanto, Carey tomó aún más control sobre la elaboración de su música, enlistando a una serie de productores y compositores jóvenes de R&B y hip hop, con los cuales incorporó una variedad de estilos musicales nunca antes presentes en su discografía.

## Recepción comercial

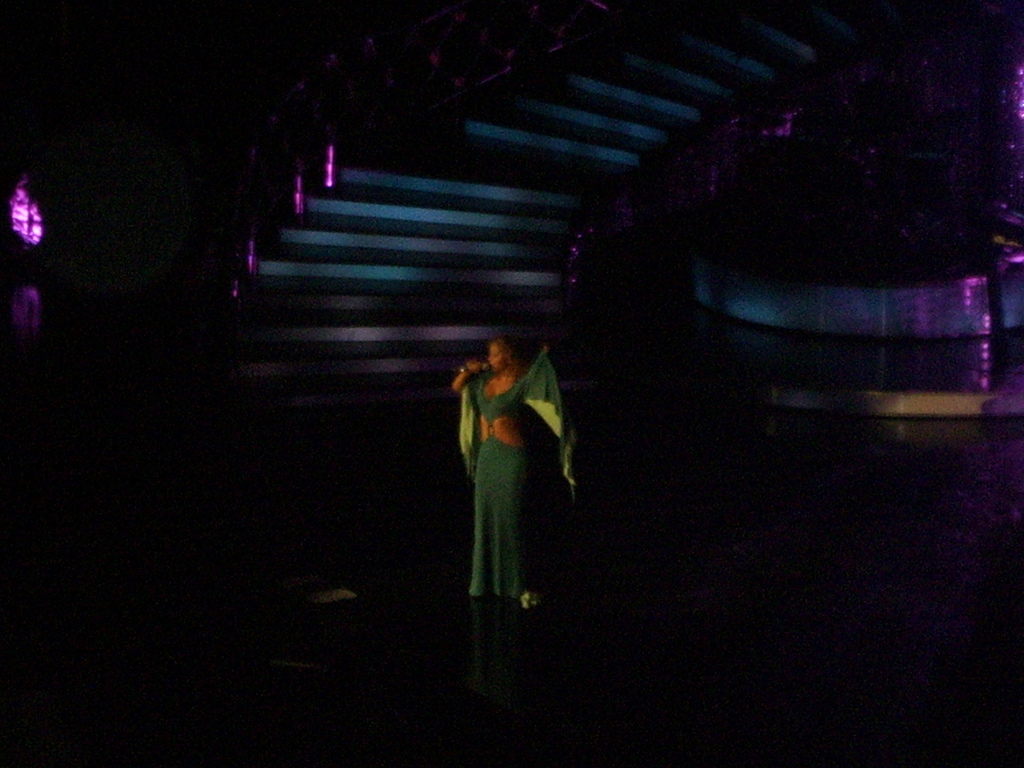
Mariah Carey performing on her Adventures of Mimi Tour

Rainbow debutó en el puesto número dos de la lista Billboard 200 en Estados Unidos, con la primera semana más alta en ventas en la carrera de Carey en ese momento, con 323,000 copias vendidas. En su segunda semana también permaneció en el número dos, vendiendo 228,000 copias, siendo bloqueada del número uno por Breathe de Faith Hill. El álbum se mantuvo en los primeros veinte lugares por diez semanas y en la lista por treinta y cinco, haciendo un reingreso. Las ventas semanales de Rainbow llegaron a las 369.000 copias en la octava semana, (cuando estaba en el puesto número nueve) y más tarde fue certificado triple platino por la RIAA.
A pesar del éxito comercial del álbum, y aún mejor recibido que Butterfly, Rainbow fue el primer álbum de estudio de Carey desde Merry Christmas (1994) que no llegó al número uno en los Estados Unidos y el que menos copias vendió hasta ese punto.
Fuera de Estados Unidos, el álbum llegó al número uno en Francia, y al top 10 en Canadá, Japón, Australia, Alemania, Austria, Suiza, Países Bajos, Bélgica, Malasia, España, Italia y el Reino Unido.
En América Latina, Rainbow fue certificado con disco de oro en Argentina, vendiendo aproximadamente 30 000 copias. En Brasil logró el disco de platino, vendiendo alrededor de 250,000 copias.
Se estima que Rainbow vendió más de ocho millones de copias en todo el mundo.

## Sencillos
El primer sencillo del álbum, "Heartbreaker", se convirtió en su decimocuarto sencillo número 1 en el Billboard Hot 100, ocupando la primera posición por dos semanas. También llegó al número 1 en Canadá y Nueva Zelanda; y llegó al top 10 en países como Reino Unido, España, Australia, Francia, Alemania, Países Bajos y Suiza.
El segundo sencillo, "Thank God I Found You" se convirtió en su decimoquinto sencillo número 1 en el Billboard Hot 100, ocupando la primera posición por una semana. También fue su primer sencillo en ocupar la primera posición en la década de 2000 y el último en liderar las listas de Estados Unidos hasta el lanzamiento de "We Belong Together" en 2005. También logró llegar al top 10 en Canadá, España y Reino Unido; mientras que en el resto del mundo tuvo éxito moderado. 
El tercer sencillo, "Can't Take That Away (Mariah's Theme)" que se consideró como sencillo doble junto con "Crybaby" fue lanzado con una baja promoción por tiempo limitado causando que no entre al Billboard Hot 100 y haga difícil la entrada para otras listas musicales. "Can't Take That Away (Mariah's Theme)" logró llegar al número 45 en Italia y al número 65 en Países Bajos. Sin embargo, "Crybaby" llega el top 10 en Canadá, ocupando el número 4; y en los Estados Unidos ocupa el número 28 en la lista Billboard Hot 100.
El último sencillo del álbum, que es una versión de la canción de Phil Collins, "Against All Odds (Take a Look at Me Now)", junto a la banda irlandesa Westlife salió a la venta en el Reino Unido y se convirtió en el segundo sencillo número 1 de Carey en dicho territorio después de "Without You". También fue número 1 en Irlanda y Escocia.

## Conflicto con Sony
Durante el lapso de las grabaciones de su quinto álbum de estudio Daydream (1995), incrementaron los problemas creativos y profesionales entre Carey y su sello discográfico Columbia Records, así también como los problemas matrimoniales entre ella y su esposo y jefe en ese momento, Tommy Mottola. 
Dos años después de su divorcio de Mottola y el lanzamiento de su sexto álbum de estudio Butterfly (1997), la relación de Carey y su sello discográfico Columbia Records siguió deteriorándose, razón por la cual su último álbum con la disquera logró grabarló en un período de tres meses.
Rainbow se convirtió en el centro del conflicto entre Carey y Sony. Esto inició después del lanzamiento de sus dos primeros sencillos "Heartbreaker" y "Thank God I Found You", cuando Carey decidió lanzar "Can't Take That Away (Mariah's Theme)" como el tercer sencillo del álbum; sin embargo Sony negaba esto ya que dejó claro que el tercer sencillo debía ser algo más urbano y con más ritmo. Carey empezó a dejar mensajes a sus fanes en su página web pidiendo su apoyo para colocar "Can't Take That Away" en la radio. Luego de esto, Sony aceptó el lanzamiento del sencillo, pero Carey se dio cuenta de que fue lanzado con una baja promoción por tiempo limitado, causando que no ingresara al Billboard Hot 100 y fuera difícil la entrada del sencillo a otras listas musicales mundialmente.
Rainbow fue el último álbum que Carey lanzó con Sony Music hasta el lanzamiento de #1 to Infinity en 2015, cuando firmó con Epic Records.

## Mensaje personal
Rainbow tiende a considerarse como uno de los álbumes más personales de Carey, junto con Butterfly y Charmbracelet. El mensaje de Carey contenido en el álbum dice: Este álbum es una crónica de mi montaña rusa emocional del año pasado. Si escuchas con atención, hay una historia aquí con un final muy feliz. Después de cada tormenta, si miras lo suficiente, un arcoiris aparece.
La crítica del álbum por Entertainment Weekly dice que "Against All Odds (Take a Look at Me Now)" se refiere a su relación con Derek Jeter. "Petals" hace referencia a un "dandelion", "siblings" y a un "Valentine". Muchos dicen que "Valentine" se refiere a Tommy Mottola, a quien en algún tiempo se lo llamaba "TD Valentine". Otros especulan que "siblings" hace referencia a los niños de Mottola y que "dandelion" se refiere a su hermana Allison, una prostituta.
Las canciones "Thank God I Found You" y "After Tonight" están dedicadas a Luis Miguel, quien era su pareja en ese momento.

## Lista de canciones
| Rainbow |                                                      | |                                 |          |  |
| N.º     | Título                                               | Escritor(es) | Productor(es)                   | Duración |  |
| 1.      | «Heartbreaker» (con Jay-Z)                           | Mariah Carey · Shawn Carter · Shirley Ellison · Lincoln Chase · Michael Walden · Jeffrey Cohen                        | Carey · DJ Clue · Ken Ifill     | 4:46     |  |
| 2.      | «Can't Take That Away (Mariah's Theme)»              | Carey · Diane Warren                                                                                                  | Carey · Jimmy Jam · Terry Lewis | 4:33     |  |
| 3.      | «Bliss»                                              | Carey · James Harris · Lewis · James "Big Jim" Wright                                                                 | Carey · Jam · Lewis · Wright    | 5:44     |  |
| 4.      | «How Much» (con Usher)                               | Carey · Bryan-Michael Cox · Jermaine Dupri · Tupac Shakur · Darryl Harper · Tyrone Wrice · Ricky Rouse                | Carey · Dupri · Cox             | 3:31     |  |
| 5.      | «After Tonight»                                      | Carey · Warren · David Foster                                                                                         | Carey · Foster                  | 4:16     |  |
| 6.      | «X-Girlfriend»                                       | Carey · Kandi Burruss · Kevin Briggs                                                                                  | Carey · Briggs                  | 3:58     |  |
| 7.      | «Heartbreaker» (Remix) (con Da Brat y Missy Elliott) | Carey · Da Brat · Melissa Elliot · Ricardo Brown · Calvin Broadus · Warren Griffin III · Andre Young · Nathaniel Hale | Carey · DJ Clue, Ifill          | 4:32     |  |
| 8.      | «Vulnerability (Interlude)»                          | Carey |                                 | 1:12     |  |
| 9.      | «Against All Odds (Take a Look at Me Now)»           | Phil Collins | Carey · Jam · Lewis             | 3:25     |  |
| 10.     | «Crybaby» (con Snoop Dogg)                           | Carey · Howie Hersh · Broadus · Trey Lorenz · Timothy Gatlin · Gene Griffin · Aaron Hall III · Teddy Riley            | Carey · Damizza                 | 5:20     |  |
| 11.     | «Did I Do That?» (con Mystikal y Master P)           | Carey · Craig Bazile · Tracey Waples · Joseph Smokey Johnson · Wardell Joseph Quezergue                               | Carey · Bazile · Master P       | 4:16     |  |
| 12.     | «Petals»                                             | Carey · Harris · Lewis · Wright                                                                                       | Carey · Jam · Lewis · Wright    | 4:23     |  |
| 13.     | «Rainbow (Interlude)»                                | Carey · Harris · Lewis                                                                                                | Carey · Jam · Lewis             | 1:32     |  |
| 14.     | «Thank God I Found You» (con Joe y 98 Degrees)       | Carey · Harris · Lewis                                                                                                | Carey · Jam · Lewis             | 4:17     |  |

| Edición francesa (pista adicional) |                                                           |                                |                                    |          |  |
| N.º                                | Título                                                    | Escritor(es)                   | Productor(es)                      | Duración |  |
| 15.                                | «Theme from Mahogany (Do You Know Where You're Going To)» | Michael Masser · Gerald Goffin | Carey · Stevie Jordan · Mike Mason | 3:47     |  |

| Relanzamiento de 2000 (pista adicional) |                                                           |              |                   |          |  |
| N.º                                     | Título                                                    | Escritor(es) | Productor(es)     | Duración |  |
| 15.                                     | «Against All Odds (Take a Look at Me Now)» (con Westlife) | Collins      | Carey · Steve Mac | 3:25     |  |

© MCMXCIX. Columbia Records.